# 希臘禮天主教弗格拉什暨阿爾巴尤利亞大總教區
希臘禮天主教弗格拉什暨阿爾巴尤利亞大總教區（拉丁語：Archidioecesis Fagarasiensis et Albae Iuliensis Romenorum）是與羅馬合一的羅馬尼亞希臘禮天主教大總教區及該國三個總教區之一。
大總教區於2007年時有教友367,000人、624個堂區、212名司鐸、6名修士和160名修女，下有五個附屬教區。另外在美國的羅馬尼亞禮天主教坎頓聖喬治教區也是主教團成員。大總教區的教座位於布拉日。現任大總主教為祿嘉·穆列尚，輔理主教為克里斯蒂安·杜米特魯·克里尚。
1721年5月18日升為總教區，時稱弗格拉什總教區；1854年11月16日易名。總教區於2005年12月16日升為大總教區。